# Епархия Сололы-Чимальтенанго

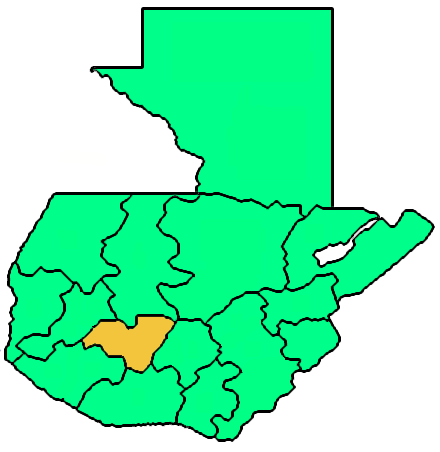
Карта епархии Сололы-Чемальтенанго

Епархия Сололы-Чимальтенанго (лат. Dioecesis Sololensis-Chimaltenangensis) — епархия Римско-Католической церкви с центром в городе Солола, Гватемала. Епархия Сололы-Чимальтенанго распространяет свою юрисдикцию на департаменты Солола и Чимальтенанго. Кафедральным собором епархии Сололы-Чимальтенанго является церковь Успения Пресвятой Девы Марии. В городе Чимальтенанго находится сокафедральный собор святой Анны.

## История
10 марта 1951 года Римский папа Пий XII издал буллу Omnium in catholico, которой учредил епархию Сололы, выделив её из епархии Лос-Альтоса (сегодня — Архиепархия Лос-Альтос Кесальтенанго-Тотоникапана). В этот же день епархия Сан-Маркоса вошла в митрополию Гватемалы.
27 апреля 1967 года епархия Сололы передала часть своей территории для возведения новой епархии Санта-Крус-дель-Киче (сегодня — Епархия Киче).
13 февраля 1996 года епархия Сололы вошла в митрополию вошла в митрополию Лос-Альтос Кесальтенанго-Тотонипакана.
31 декабря 1996 года епархия Сололы была переименована в епархию Сололы-Чимальтенанго.

## Ординарии епархии
- епископ Angélico Melotto Mazzardo (27,06.1959 — 5.04.1986);
- епископ Eduardo Ernesto Fuentes Duarte (5.04.1986 — 20.07.1997);
- епископ Raúl Antonio Martínez Paredes (28.01.1999 — 28.07.2007);
- епископ Gonzalo de Villa y Vásquez (27.07.2007 — 9.07.2020 — назначен архиепископом Гватемалы);
- епископ Domingo Buezo Leiva (16.07.2021 — по настоящее время).

## Источник
- Annuario Pontificio, Libreria Editrice Vaticana, Città del Vaticano, 2003, ISBN 88-209-7422-3
- Булла Omnium in catholico, AAS 43 (1951), стр. 357  (лат.)